# Bristol Brigand
Il Bristol Brigand era un aerosilurante e cacciabombardiere britannico prodotto dalla Bristol Aeroplane Company negli anni quaranta del XX secolo

## Storia del progetto

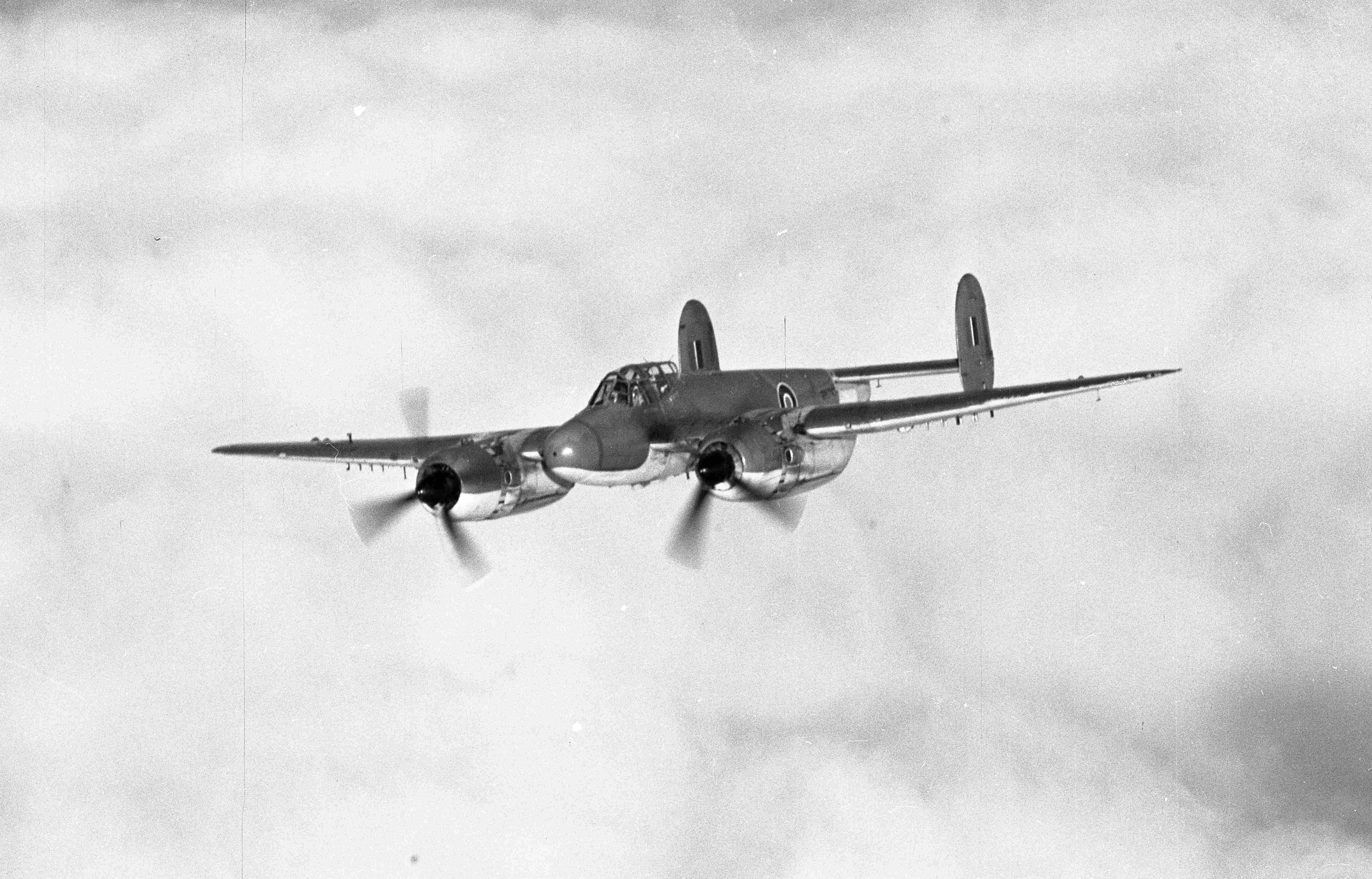
Un Bristol Brigand TF. Mk.1 (codice RH747) in volo.

In seguito alla Specifica S.7/42 emessa il 21 agosto 1942 dall'Air Ministry, poi ridesignata H.7/42 il 15 settembre, per un sostituto dei Beaufighter impiegati dal Coastal Command come aerosiluranti e velivoli da attacco costiero, la Bristol Aeroplane Company propose un nuovo velivolo, derivato dal bombardiere Type 164 Buckingham, che fu designato dapprima Buckingham II, poi Buccaneer, e infine Type 165 Brigand. Nell'aprile 1943 fu emesso un ordine per la costruzione di 4 prototipi, il primo dei quali (MX988) andò in volo per la prima volta il 4 dicembre 1944 nelle mani del collaudatore Cyril Uwins, equipaggiato con un propulsore Bristol Centaurus VII. Fu subito avviata la produzione, utilizzando parte delle attrezzature allestite per i Buckingham.

## Descrizione tecnica
Aereo multiruolo per la lotta antinave, aerosiluramento, attacco al suolo, bombardamento in picchiata, monoplano, bimotore, triposto.  L'ala era posta in posizione mediana, ed ospitava le gondole dei propulsori. La fusoliera terminava con un impennaggio bideriva. Il carrello d'atterraggio Messier era triciclo posteriore, completamente retrattile. Le gambe principali rientravano all'indietro nella parte posteriore della gondola motore, mentre il ruotino di coda, orientabile, all'interno della parte terminale della fusoliera. Le ruote erano del tipo a bassa pressione per operare da terreni non preparati. La propulsione era affidata a due radiali Bristol Centaurus 57 a 18 cilindri doppia stella, raffreddati ad aria, eroganti la potenza di 2 585 hp (1 928 kW). Ognuno di essi azionava un'elica quadripala metallica Rotol a passo costante del diametro di 4,3 m (14 ft). L'equipaggio era composto da due persone, poste in tandem in un abitacolo di nuova concezione, racchiuso da un tettuccio sganciabile in emergenza. L'armamento si basava su 4 cannoni 4 Hispano-Suiza Mk.V cal. 20 mm, 910 kg (2 000 lb) di bombe e 8 razzi RP-3 da 27 kg (60 lb).

## Impiego operativo

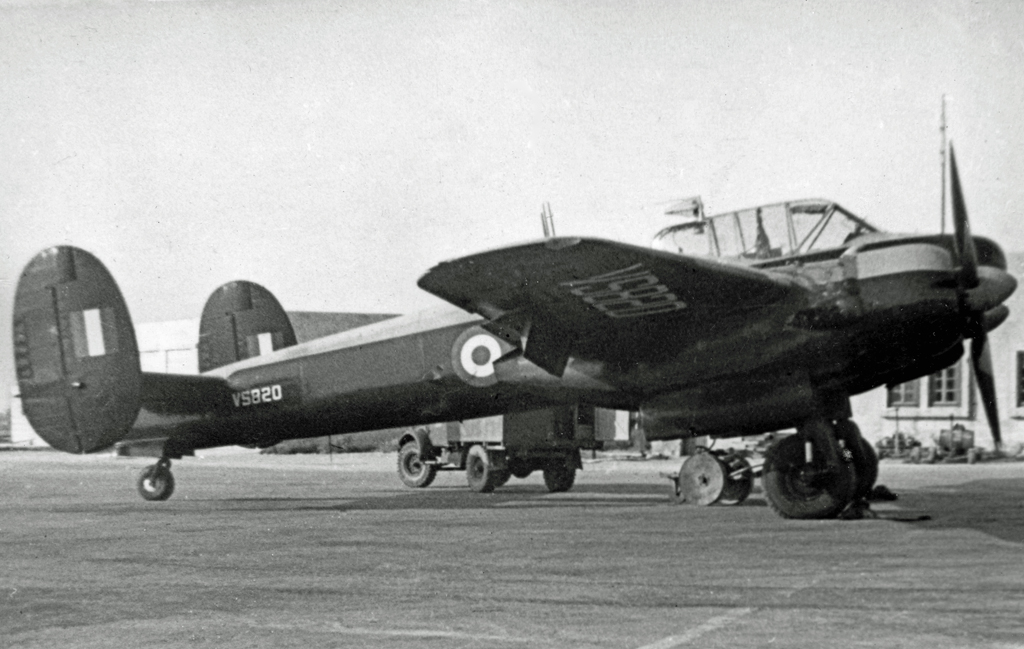
Un Bristol Brigand MET. Mk.3 a Luqa, Malta, nel 1949.

I primi 11 esemplari della versione aerosilurante T.F. Mk.1 (RH742-RH752)  furono consegnati al Coastal Command nel 1946, assegnati ai No.36 e No.42 Squadron, e alla Air/Sea Weapons Development Unit. Dato che all'epoca non vi era più bisogno di aerei da assalto costieri, i velivoli ritornarono a Filton dove furono trasformati in aerei da bombardamento leggero per essere impiegati in Birmania e Malesia.
Nel 1948 due aerei vennero acquistati dal Pakistan per essere impiegati in prove di valutazione, ma non vi fu nessun ordine di acquisto.
Con la designazione di Brigand B. Mk.1 all'inizio del 1949 gli aerei entrarono in servizio presso il No.84 Squadron presso la base di Habbaniyya, in Iraq, in sostituzione dei Beaufighter, e poi presso il No.8 Squadron di Aden, in sostituzione degli Hawker Tempest. Nel maggio dello stesso anno presso il No.45 Squadron di stanza a Ceylon, che dal mese di novembre si trasferì sull'aeroporto di Tengah, a Singapore, operando in sostegno alle forze britanniche contro la guerriglia comunista che era insorta in Malesia. La produzione terminò nel 1949, dopo che ne erano stati realizzati 149 esemplari.
La 1301ª Flight della Far East Air Force (FEAF) a Negombo, Ceylon, ricevette 16 esemplari di una versione da ricognizione meteorologica, designata MET. Mk.3 completamente disarmata. Questi aerei furono impiegati in missioni sull'Oceano Indiano alla quota di 25 000 piedi per il rilevamento dei monsoni. Nel 1949 la Folland Aircraft Ltd. trasformò un esemplare (RH748) in aereo sperimentale per l'impiego imbarcato sulle portaerei, dotando la fusoliera di rinforzi strutturali al fine di consentirne il lancio dalle catapulte delle unità della Royal Navy.
Nel 1950 la 228ª Operational Conversion Unit di Leeming ricevette 9 esemplari di una particolare versione designata Brigand T. Mk.4, impiegata per l'addestramento degli operatori dei radar di bordo. Tale versione fu utilizzata per circa un anno, e poi la No.228ª OCU fu sciolta, ricostituendosi a Colerne nel giugno 1952 come No.238ª OCU. Nel 1955 il reparto ricevette una nuova versione, designata Brigand T. Mk.5, che utilizzava un nuovo tipo di radar. Gli ultimi esemplari furono radiati nel marzo 1958, quando la No.238ª OCU fu nuovamente sciolta sulla base di North Luffenham. Tre Brigand T. Mk.5 servirono nel Royal Aircraft Establishment per missioni di collaudo e addestramento al pilotaggio fino al 1966. Uno di questi (RH763) nel 1959 fu trasformato dalla Folland Aircraft Ltd. in aereo sperimentale per l'assistenza alla sperimentazione del motore a razzo De Havilland Spectre. Un altro (RH745) fu parzialmente trasformato in aereo per la sperimentazione del propulsore Bristol Centaurus 663 destinato al nuovo aereo da trasporto passeggeri Bristol Britannia.

### L'impiego in Malesia

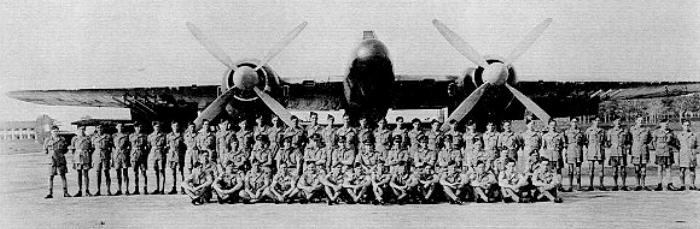
I membri del No.45 Squadron fotografati sulla base RAF di Tengah, Singapore, nel corso del 1950.

La prima operazione bellica con il Brigand da parte del No.45 Squadron a Kuala Lumpur fu compiuta dal flight lieutenant Dalton Golding e dall'operatore radio/radar Peter Weston, insieme a quattro Beaufighter contro obiettivi nella giungla a ovest di Kluang il 19 dicembre. L'operazione ebbe successo e il No.45 Squadron completò in breve tempo la sua conversione al Brigand. Poco dopo arrivò anche il No.84 Squadron, e i due reparti vennero attivamente impegnati nell'Operazione Firedog in missioni di supporto aereo ravvicinato alle truppe di terra, fornendo copertura aerea ai convogli contro possibili imboscate. Nel corso delle operazioni in Malesia emersero problemi al carrello di atterraggio che a volte non si abbassava, dato che le guarnizioni in gomma dei martinetti idraulici si deterioravano nel clima caldo e umido. Inoltre vi fu un problema più grave all'armamento principale. Durante l'utilizzo di proiettili ad alto esplosivo da parte dei cannoni da 20 mm, vi era la tendenza all'accumularsi dei gas residui nel vano che li ospitava, in quanto si disperdevano solo parzialmente.  Il vano si trovava sotto la cabina di pilotaggio, e questo accumulo di gas portava all'interruzione delle linee idrauliche, con fuoriuscita di olio che prendeva fuoco. Si rimediò al problema riducendo drasticamente il munizionamento trasportato, e non usando proiettili esplosivi. Emerse anche un problema alle eliche, in quanto tendevano a perdere una pala e ciò significava la possibilità di strappare il motore dall'ala con un inevitabile, catastrofico, incidente. Ciò era causato dalla corrosione degli anelli di bloccaggio dell'elica, e si ovviò parzialmente al problema aumentando la manutenzione.  Man mano che i Brigand divennero oggetto di maggiori restrizioni nel loro impiego, entrambi i comandanti delle unità ebbero seri dubbi sull'uso continuativo dell'aereo, e si decise di continuare a usarli, effettuando sempre una accurata manutenzione. Un altro difetto di progettazione fu riscontrato nei soffietti realizzati in cuoio, utilizzati per azionare gli aerofreni Fairey-Youngman durante le picchiate. Nel clima tropicale il cuoio marciva causando la rottura degli aerofreni e ciò portava l'aereo a perdere le ali durante le picchiate, a causa della eccessiva velocità raggiunta o della improvvisa rotazione a cui era sottoposto quando veniva utilizzato un solo aerofreno. Quando venne scoperto il problema tutti gli aerofreni furono chiusi, diminuendo così le capacità di bombardamento del velivolo. 
Il No. 45 Squadron si riequipaggiò con i De Havilland Hornet nel gennaio 1952, mentre il No.84 Squadron fu sciolto nel febbraio 1953. Il No.8 Squadron di Aden lasciò i Brigand nel 1952, sostituendoli con i De Havilland Vampire.

## Versioni
- Type 164 Brigand: quattro prototipi (MX988, MX991, MX994 e TX334), equipaggiati con propulsore Bristol Centaurus VII.
- Brigand TF. Mk.1: undici esemplari nella versione da aerosiluramento ed attacco costiero, poi convertiti in B. Mk.1.
- Brigand B. Mk.1: versione da bombardamento realizzata in 106 esemplari, più gli 11 TF.Mk.1 convertiti, dotata di armamento su 4 cannoni cal 20 mm, 910 kg di bombe, e 8 razzi RP-3 da 27 kg.
- Brigand MET. Mk.3: 16 esemplari di una versione da ricognizione meteorologica, impiegata anche dal 1301 Flight RAF sulla base di Luqa, Malta. Questi velivoli, completamente disarmati, disponevano di serbatoi supplementari di carburante, sistema antighiaccio sulle ali e sugli impennaggi di coda, strumentazione speciale comprendente una cinecamera per la registrazione delle immagini.
- Type 165 Brigand II: proposta per una versione da addestramento a doppio comando, non realizzata in quanto sostituita dal Bristol Buckmaster.
- Brigand T. Mk.4: versione da addestramento destinata agli operatori radar, realizzata in 9 esemplari.
- Brigand T. Mk.5: seconda versione da addestramento per gli operatori destinati all'uso dei radar da intercettazione aerotrasportati (AI), realizzata per conversione di B. Mk.1 e T. Mk.4.

### Utilizzatori
Regno Unito
- Royal Air Force

 Pakistan
- Pakistani Fida'iyye

### Annotazioni
1. ↑  Il primo Brigand fu trasferito dalla RAF St.Athan a Tengah nel mese di novembre, con un viaggio durato 16 giorni.
2. ↑  L'aereo era armato con tre razzi, una bomba da 230 kg e due bombe da 450 kg.

### Fonti
1. ↑  Bridgeman 1951, p. 36c-37c.
2. 1 2  Barnes 1964, p. 314.
3. ↑  Mondey 1994, p. 69.
4. 1 2 3 4  BaeSystems.
5. 1 2 3 4  Barnes 1964, p. 317.
6. ↑  Barnes 1964, p. 321.
7. 1 2 3 4 5 6 7  Avions Legendaires.
8. 1 2 3 4 5  Barnes 1964, p. 318.
9. 1 2 3  Tangmere Museum.
10. ↑  Taylor 1969, p. 335.
11. 1 2 3 4  Barnes 1964, p. 319.
12. 1 2  Blyte 1977, p. 228.
13. 1 2 3 4  Blyte 1977, pp. 233-235.
14. 1 2 3  Blyte 1977, p. 236.
15. ↑  Mulvagh 1995, pp. 16-19.